# Maxim Wiktorowitsch Surajew
Maxim Wiktorowitsch Surajew (russisch Максим Викторович Сураев; * 24. Mai 1972 in Tscheljabinsk, Russische SFSR) ist ein ehemaliger russischer Kosmonaut.
Surajew schloss 1994 eine Pilotenausbildung an der Hochschule in Katschinsk ab. Anschließend besuchte er eine technische Akademie der  Luftstreitkräfte in Moskau, die er 1998 im Rang eines Majors verließ. Surajew ist verheiratet und hat ein Kind.
Bei den Parlamentswahl in Russland 2016 wurde Surajew als Abgeordneter in die Duma gewählt und verließ daraufhin das Kosmonautenkorps.

## Raumfahrertätigkeit
Die Auswahl zum Testkosmonauten erfolgte am 28. Juli 1997. Bis November 1999 absolvierte er seine Grundausbildung im Juri-Gagarin-Kosmonautentrainingszentrum im Sternenstädtchen. 2008 war er Mitglied der Ersatzmannschaft für den Flug Sojus TMA-12. Außerdem war Surajew Ersatzmann für Gennadi Padalka, der im April 2009 mit dem Raumschiff Sojus TMA-14 startete und sich als Mitglied der Expeditionen 19 und 20 für sechs Monate an Bord der Internationalen Raumstation aufhielt.

### ISS-Expeditionen 21 und 22
Surajew startete als Kommandant des Raumschiffs Sojus TMA-16 am 30. September 2009 zur ISS, wo er als Bordingenieur der Expeditionen 21 und 22 bis zum 18. März 2010 an Bord blieb.

### ISS-Expeditionen 40 und 41
Am 28. Mai 2014 startete Surajew als Kommandant des Raumschiffs Sojus TMA-13M zu seinem zweiten Langzeitaufenthalt auf der ISS. Er arbeitete zuerst als Bordingenieur der Expedition 40 auf der Raumstation. Am 10. September 2014 übernahm er mit der Abkopplung des Raumschiffes Sojus TMA-12M das Kommando der Expedition 41. Die Rückkehr zur Erde erfolgte am 10. November 2014.

## Auszeichnungen
Üblicherweise erhält jeder russische Kosmonaut nach seinem Erstflug die Auszeichnung „Held der Russischen Föderation“. Surajew wurde diese Ehre jedoch zweimal verweigert, erst am 30. Dezember 2010 wurde er ausgezeichnet. Im März 2016 wurde er mit dem Verdienstorden für das Vaterland 4. Klasse ausgezeichnet.